# 神野志隆光
神野志 隆光（こうのし たかみつ、1946年9月19日 - ）は、日本文学者。学位は、文学博士（東京大学・論文博士・1994年）。東京大学名誉教授、明治大学特任教授。

## 人物
『古事記』など上代文学を専門とするが、特に天皇制を相対化し捉えた研究をしている。「記紀神話」と一括して呼ばれる『古事記』と『日本書紀』との間にある相違性を多く論じている。

## 経歴
和歌山県海南市に生まれる。和歌山県立桐蔭高等学校、1970年東京大学文学部国文科卒、1974年同大学大学院博士課程中退。1984年『古事記の達成』の業績により、第一回上代文学会賞を受賞。名古屋大学助教授、1986年に東京大学教養学部助教授、1991年教授。1994年「柿本人麻呂研究」で東京大学より文学博士の学位を取得。2001年三島海雲財団記念学術奨励金を授与される。2010年定年退任、明治大学特任教授。第3回日本古典文学会賞受賞。

## 著書

### 単著
- 『古事記の達成 その論理と方法』（東京大学出版会、1983）
- 『古事記の世界観』（吉川弘文館、1986／同：歴史文化セレクション　2008）
- 『柿本人麻呂研究 古代和歌文学の成立』（塙書房、1992）
- 『古事記 天皇の世界の物語』（日本放送出版協会：NHKブックス、1995）
  - 『古事記とはなにか 天皇の世界の物語』（講談社学術文庫、2013）
- 『古代天皇神話論』（若草書房、1999）
- 『古事記と日本書紀　「天皇神話」の歴史』（講談社現代新書、1999）
- 『「日本」とは何か 国号の意味と歴史』（講談社現代新書、2005） ISBN 4061497766
  - 『「日本」 国号の由来と歴史』（講談社学術文庫、2016）
- 『漢字テキストとしての古事記』（東京大学出版会、2007） ISBN 4130830449
- 『複数の「古代」』（講談社現代新書、2007）
- 『変奏される日本書紀』（東京大学出版会、2009） ISBN 4130800671
- 『本居宣長－『古事記伝』を読む』全4巻（講談社選書メチエ、2010-14）
- 『万葉集をどう読むか 「歌」の発見と漢字世界』（東京大学出版会、2013）

### 編著・共編
- 『和歌文学選 歌人とその作品』芳賀紀雄、田中登、竹下豊、佐野恒雄、島津忠夫・上野洋三共編（和泉書院、1984）
- 『和歌史 万葉から現代短歌まで』芳賀紀雄、田中登、竹下豊、佐野恒雄、稲田利徳、山崎芙紗子、島津忠夫、太田登、上野洋三共著（和泉書院、1985）
- 『新潮古典文学アルバム 古事記・日本書紀』大庭みな子共著（新潮社、1991）
- 『古事記注解 上巻その一・三』（山口佳紀共編、笠間書院、1993-97）
- 『論集『日本書紀』「神代」』（和泉選書：和泉書院、1993）
- 『別冊国文学　古事記日本書紀必携』（學燈社　1996）
- 『新編日本古典文学全集1　古事記』（山口佳紀と校注・訳、小学館、1997）
- 『古事記の現在』（笠間書院、1999）
- 『セミナー万葉の歌人と作品』全12巻 坂本信幸と企画編集（和泉書院、1999-2005）
- 『21世紀によむ日本の古典 古事記』（ポプラ社、2001）
- 『必携 万葉集を読むための基礎百科 「万葉集」がわかる、面白くなる。』（學燈社、2003）
  - 『万葉集鑑賞事典』（講談社学術文庫、2010）
- 『萬葉集研究』第28-34集 稲岡耕二監修、芳賀紀雄共編（塙書房、2006-2013）
- 『古事記：日本の古典をよむ1』（山口佳紀共同校訂・訳、小学館　2007）

## 参考
- 『駒場1991』